# Anusvár
Anusvár (hindsky अनुस्वार, anusvāra) je diakritické znaménko, používané v řadě indických písem k vyznačení určitého typu nazalizace. Přesná výslovnost se liší nejen jazyk od jazyka, ale také v závislosti na okolních hláskách ve slově.

## Dévanágarí
V písmu dévanágarí vypadá anusvár jako tečka (bindu) nad písmenem (např. bez anusváru म ma, s anusvárem मं maṃ). Ve standardní transliteraci sanskrtu (IAST) se přepisuje jako ṃ (m s tečkou dole).

### Sanskrt
V kontextu sanskrtu je anusvāra označení konkrétní nazální hlásky bez ohledu na její zápis.
Ve védském sanskrtu se anusvāra (doslova „po-zvuk“) objevuje jako alofón hlásky /m/ na hranici morfému, nebo hlásky /n/ uvnitř morfému, pokud mu předchází samohláska a následuje sykavka (/ś/, /ṣ/, /s/ nebo /h/). Jaké byly přesné fonetické vlastnosti této hlásky je předmětem diskuse, neboť popisy ve starých fonetických textech poukazují na odlišné realizace, zřejmě v závislosti na dialektu.
V klasickém sanskrtu se užití anusváry rozšířilo i  před /r/ , /l/ a /y/. Pāṇini uvádí anusváru coby alternativní výslovnost na spojnici slov (tzv. externí sandhi), ale pozdější traktáty jej předepisují i v uvnitř slova (interní sandhi).
V pozdějším psaném jazyce se tečka označující původně jen anusváru volitelně používala i pro označení homorgánní nazály (nazálního konzonantu téhož místa artikulace jako následující explozíva), tj. např. aṅga ("končetina") se vedle zápisu अङ्ग (aṅga) může vyskytovat zapsané i pomocí anusváry: अंग (aṃga).

### Hindština
Ve spisovné hindštině se anusvár tradičně definuje jako zástupce nosové souhlásky ze stejné řady jako následující ražená souhláska, např. /n/ před /t/ a /d/, /m/ před /p/ a /b/, /ň/ před /č/ a /dž/ atd. Tím se liší od anunásiku (čandrabindu), který označuje nazalizaci samohlásky. V praxi se nicméně anusvár mnohdy užívá i místo anunásiku. Kromě toho některá slova, ve kterých anusvár označuje nosovou souhlásku, mají alternativní pravopis se znakem pro příslušnou souhlásku (např. हिन्दी hindī vs. हिंदी hiṃdī).
To, jaký foném se anusvárem či anunásikem (čandrabindu) označuje, vyplývá z fonetického okolí:
Na konci slova jde o fonologickou nazalizaci samohlásky - např. kuāṃ [kʊ̃ãː] ("studna").
Nazalizovanou samohlásku označuje také uvnitř slova v případě krátké samohlásky stojící před nezávěrovou souhláskou (kuṃvar [kʊ̃ʋər] "mladík", gaṃṛāsā [ɡə̃ɽaːsaː] "sekera") a v případě dlouhé samohlásky před neznělou explozivou v domácích slovech (dāṃt [dãːt] "zub", sāṃp [sãːp] "had", pūṃch [pũːtʃʰ] "ocas").
Jako nazální souhláska homorgánní s následující souhláskou (přičemž předchozí samohláska může být nazalizována alofonicky) se realizuje v následujících případech:
a) po dlouhé samohlásce před znělou souhláskou - např. tāṃbā [taːmbaː] "měď", cāṃdī [tʃaːndiː] "stříbro"
b) po dlouhé samohlásce před neznělou explozivou ve výpůjčkách - např. baiṃk [bæːŋk] ("banka")
c) mezi krátkou samohláskou a obstruentem - např. saṃbhāl- [səmbʱaːl] ("podporovat"), saṃdūk [sənduːk] ("truhla")
(Existují zde však výjimky, kdy anusvár značí jen nazalizaci předchozí krátké samohlásky: Jednak ve slovech slovotvorně odvozených ze slov s dlouhou nazalizovanou samohláskou, např. baṃṭ- [bə̃ʈ], "být rozděleni" od bāṃṭ- [bãʈ], "rozdělit"; siṃcāī [sɪ̃tʃai], "zavlažování" od sīṃc- [sĩːtʃ], "zavlažovat". Dále v několika jednotlivých slovech: pahuṃc- [pahʊ̃tʃ], "dorazit (někam)"; haṃs- [hə̃s], "smát se"); haṃsiyā [hə̃sija] "srp")

### Nepálština
Pro nepálštinu platí v zásadě stejná pravidla jako pro hindštinu, ale z důvodu menší ustálenosti nepálského pravopisu se setkáme s větší variabilitou a mnohá slova se objevují alternativně jak s anusvárem, tak s anunásikem.

## Bengálské písmo
V bengálském písmu anusvár (bengálsky অনুস্বার, onuššār) vzdáleně připomíná středník (např. bez anusváru ম ma, s anusvárem মং maṃ). V bengálštině zastupuje znělou velární nazálu /ŋ/, stejně jako písmeno ঙ ungô.

## Telugské písmo
V telugském písmu anusvár (telugsky సున్న, sunna) vypadá jako kroužek za slabikou (např. bez sunny క ka, se sunnou కం kaṃ). Pokud následující slabika začíná raženou souhláskou, sunna zastupuje nosovou souhlásku ze stejné řady. Na konci slova reprezentuje souhlásku /m/.

## Unicode
Na počítačích je v Unicode anusvár reprezentován pouze jako samostatný znak (na rozdíl od českých diakritických znamének, kde existují kódy i pro všechny potřebné kombinace základních písmen s diakritikou). V logické posloupnosti znaků následuje vždy až za znakem pro nosnou souhlásku dané slabiky. Je pak na příslušném fontu a na vykreslovací knihovně, aby zařídily, že se zobrazí správný výsledný znak písmene s diakritikou. Pokud dotyčná slabika obsahuje jinou než inherentní samohlásku, píše se znak anusváru až za znakem pro samohlásku, např. ka+ā+ṃ+ta क + ा + ं + त = कांत.
| Hex  | Dec  | Název                    | Znak |
| 0902 | 2306 | DEVANAGARI SIGN ANUSVARA | ं     |
| 0982 | 2434 | BENGALI SIGN ANUSVARA    | ং     |
| 0A02 | 2562 | GURMUKHI SIGN BINDI      | ਂ     |
| 0A82 | 2690 | GUJARATI SIGN ANUSVARA   | ં     |
| 0B02 | 2818 | ORIYA SIGN ANUSVARA      | ଂ     |
| 0B82 | 2946 | TAMIL SIGN ANUSVARA      | ஂ     |
| 0C02 | 3074 | TELUGU SIGN ANUSVARA     | ం     |
| 0C82 | 3202 | KANNADA SIGN ANUSVARA    | ಂ     |
| 0D02 | 3330 | MALAYALAM SIGN ANUSVARA  | ം     |